# Kasteel van Muylem

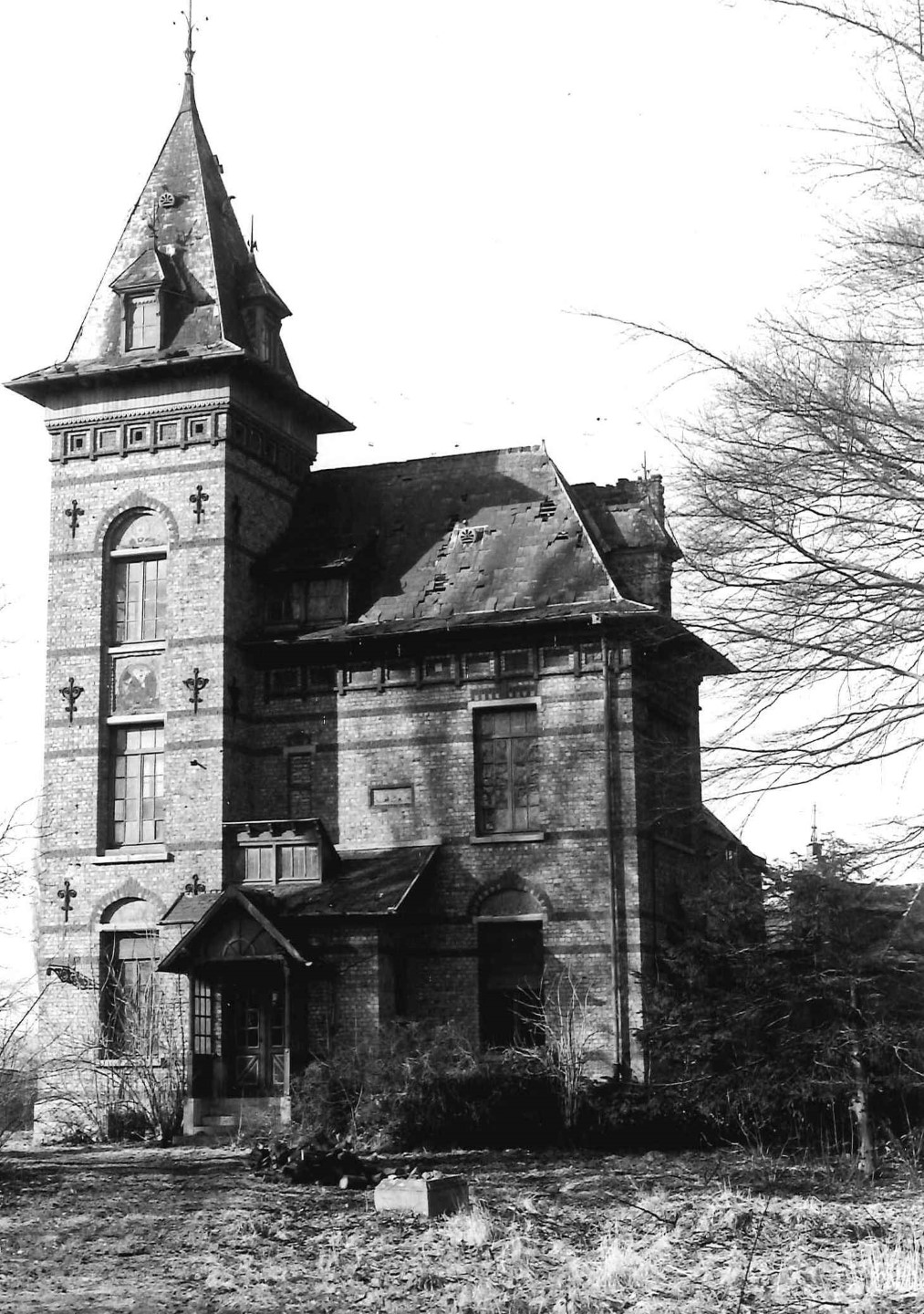
Kasteel van Muylem

Het Kasteel van Muylem is een kasteel in de Oost-Vlaamse plaats Aalst, gelegen aan de Gentse Steenweg 380.

## Geschiedenis
Dit kasteeltje werd gebouwd in 1897 in opdracht van deurwaarder Willem van Muylem. Het was toen bekend als: Hof te Sieseghem. Tijdens de Tweede Wereldoorlog werd het door Duitse troepen bezet. In 1976 werd het aangekocht door een industrieel die het wilde slopen om er een handel te beginnen. De sloop werd verhinderd en in 1981 werden de villa en de tuin beschermd als monument. Het verval zette echter door. In 1989 kwam er een nieuwe eigenaar. Het pand werd opgeknapt en kreeg een culturele bestemming.

## Gebouw
Het kasteel is gekenmerkt door eclecticisme. Zo is er een deel in neorenaissancestijl en een deel met art nouveau-elementen.
Het kasteel bestaat uit een hoofdgebouw met torentje, gelegen in een ommuurde, beboomde tuin van 1 ha.